# Hoffmannanthus abbotianus
 Hoffmannanthus abbotianus  (O.Hoffm.) H.Rob., S.C.Keeley & Skvarla, 2014 è una pianta angiosperma dicotiledone della famiglia delle Asteraceae. Hoffmannanthus abbotianus è anche l'unica specie del genere Hoffmannanthus  H.Rob., S.C.Keeley & Skvarla, 2014.

## Etimologia
Il nome del genere (Hoffmannanthus) è stato dato in ricordo del botanico Karl August Otto Hoffmann (1853-1909) il primo ad aver pubblicato la specie di questa voce.
Il nome scientifico della specie è stato definito per la prima volta dai botanici Karl August Otto Hoffmann (1853-1909), Harold Ernest Robinson (1932-2020), Sterling C. Keeley (1948-) e John Jerome Skvarla (1935-2014)  nella pubblicazione " PhytoKeys" ( PhytoKeys 39: 58) del 2014. Il nome scientifico del genere è stato definito per la prima volta dai botanici Harold Ernest Robinson (1932-2020), Sterling C. Keeley (1948-) e John Jerome Skvarla (1935-2014) nella pubblicazione " PhytoKeys" ( PhytoKeys 39: 57) del 2014 .

## Descrizione
Hoffmannanthus abbotianus è un arbusto rampicante con fusti snelli (altezza massima 4 metri). Spesso sulla superficie di queste piante sono presenti peli a “L” con lunghi gambi multicellulari e, all'aspetto, si presentano densamente tomentosi di colore bruno pallido.
Le foglie sono disposte in modo alterno con piccioli sottili e subtomentosi. La lamina in genere è intera a forma ovata; la base varia da largamente ottusa a brevemente acuta (la lamina si restringe bruscamente nel picciolo); l'apice varia da poco a gradualmente acuminato. La consistenza può essere membranacea. Le venature normalmente sono pennate (sono presenti venature secondarie e reticolate). I margini sono continui o denticolati. La superficie può essere pubescente o punteggiata da ghiandole. Lunghezza dei piccioli: 7 – 15 mm. Dimensioni delle foglie: larghezza 1,5 – 5 cm; lunghezza 5 – 10 cm.
L'infiorescenza è formata da numerosi capolini discoidi, omogami e peduncolati spesso in formazioni largamente corimbose o panicolate. Alcune piccole brattee sottendono la base delle infiorescenze. La struttura dei capolini è quella tipica delle Asteraceae: un peduncolo sorregge un involucro a forma campanulata composto da diverse squame (o brattee) disposte su 2 - 3 serie embricate che fanno da protezione al ricettacolo sul quale s'inseriscono i fiori di tipo tubuloso. Le brattee dell'involucro, persistenti con forme oblungo-lanceolate e apici acuti, a volte sono divise in esterne e interne. Il ricettacolo, scarsamente convesso, normalmente è sprovvisto di pagliette (ricettacolo nudo). Lunghezza dei peduncoli: 2 – 30 mm.
I fiori (circa 15) sono tetra-ciclici (ossia sono presenti 4 verticilli: calice – corolla – androceo – gineceo) e pentameri (ogni verticillo ha in genere 5 elementi). I fiori sono inoltre ermafroditi e actinomorfi.
- Formula fiorale:

*/x K {\displaystyle \infty }, [C (5), A (5)], G 2 (infero), achenio
- Calice: i sepali del calice sono ridotti ad una coroncina di squame.
- Corolla: la corolla, strettamente imbutiforme (il tubo basale è lungo, mente la gola è corta), termina con 5 lobi a forma strettamente oblungo-lanceolata. La superficie può essere pubescente oppure cosparsa di ghiandole punteggiate; in altri casi i lobi possono essere sericei o spinosi. Il colore varia da viola a porpora.
- Androceo: gli stami sono 5 con filamenti liberi e distinti, mentre le antere sono saldate in un manicotto (o tubo) circondante lo stilo.[11] Le antere hanno delle appendici triangolari; in genere sono prive di ghiandole. Il polline è del tipo triporato (con le fessure di germinazione costituite da tre pori)[12]; con polline triporato la parte più esterna dell'esina è sollevata a forma di creste e depressioni ("lophato" o sub"lophato").
- Gineceo: lo stilo è filiforme con base con larghi nodi o protuberanze. Gli stigmi dello stilo sono due lunghi e divergenti; sono sottili, pelosi e con apice arrotondato. L'ovario è infero uniloculare formato da 2 carpelli. Gli stigmi hanno la superficie stigmatica interna (vicino alla base).[13]

I frutti sono degli acheni con pappo. Gli acheni hanno 5 coste. Sulla superficie degli acheni sono presenti dei tricomi oppure dei tubercoli; all'interno si può trovare del tessuto di tipo idioblasto e piccoli rafidi di tipo subquadrato o tondeggiante; non è presente il tessuto fitomelanina. Il pappo, a due serie, è formato internamente da setole capillari, mentre esternamente sono presenti delle squame corte e strette.

## Biologia
- Impollinazione: l'impollinazione avviene tramite insetti (impollinazione entomogama tramite farfalle diurne e notturne).
- Riproduzione: la fecondazione avviene fondamentalmente tramite l'impollinazione dei fiori (vedi sopra).
- Dispersione: i semi (gli acheni) cadendo a terra sono successivamente dispersi soprattutto da insetti tipo formiche (disseminazione mirmecoria). In questo tipo di piante avviene anche un altro tipo di dispersione: zoocoria. Infatti gli uncini delle brattee dell'involucro si agganciano ai peli degli animali di passaggio disperdendo così anche su lunghe distanze i semi della pianta.

## Distribuzione e habitat
La specie di questa voce si trova principalmente in Africa centrale.

## Tassonomia
La famiglia di appartenenza di questa voce (Asteraceae o Compositae, nomen conservandum) probabilmente originaria del Sud America, è la più numerosa del mondo vegetale, comprende oltre 23.000 specie distribuite su 1.535 generi, oppure 22.750 specie e 1.530 generi secondo altre fonti (una delle checklist più aggiornata elenca fino a 1.679 generi). La famiglia attualmente (2021) è divisa in 16 sottofamiglie.

### Filogenesi
Le specie di questo gruppo appartengono alla sottotribù Erlangeinae descritta all'interno della tribù Vernonieae Cass. della sottofamiglia Vernonioideae Lindl.. Questa classificazione è stata ottenuta ultimamente con le analisi del DNA delle varie specie del gruppo. Da un punto di vista filogenetico in base alle ultime analisi sul DNA la tribù Vernonieae è risultata divisa in due grandi cladi: Muovo Mondo e Vecchio Mondo. I generi di Erlangeinae appartengono al subclade relativo all'Africa tropicale e meridionale (l'altro subclade africano comprende anche specie delle Hawaii) frammisti ai generi di altre sottotribù; si tratta quindi di un clade non ancora ben risolto filogeneticamente.
La sottotribù, e quindi i suoi generi, si distingue per i seguenti caratteri:
- le specie della sottotribù sono principalmente di origine Africana;
- nella pubescenza sono presenti peli da asimmetrici a simmetrici a forma di "T";
- alcune specie hanno delle foglie pennate divise in segmenti;
- le infiorescenze in genere non sono sottese alla base da brattee fogliacee;
- il polline varia da triporato a tricolporato;
- gli acheni possono avere da 4 a 12 coste;
- il pappo è cupoliforme.

In precedenza la tribù Vernonieae, e quindi la sottotribù di questo genere, era descritta all'interno della sottofamiglia Cichorioideae.
I caratteri distintivi per le specie di questo genere sono:
- i peli dei fusti sono provvisti all'apice di cellule asimmetriche;
- le lame delle foglie, alla base, si assottigliano nel picciolo;
- i lobi della corolla sono oblungo-lanceolati e leggermente ricurvi.

Il numero cromosomico delle specie di questo genere è: 2n = 20.

### Sinonimi
Sono elencati alcuni sinonimi per questa entità:
- Vernonia abbotiana O.Hoffm.
- Vernonia brachycalyx  O.Hoffm.
- Vernonia hoffmanniana  S.Moore
- Vernonia jodopappa  Chiov.
- Vernonia jodopapposa  Chiov. ex Lanza
- Vernonia meiocalyx  S.Moore